# Лірк
Лірк (дав.-гр. Λύρκος) — персонаж давньогрецької міфології, незаконнонароджений син Абанта, царя Аргоса. Його ім'ям називалось стародавнє місто Ліркея.

## Міфологія
Згідно з повідомленням Павсанія у своїй праці «Опис Еллади» позначив місто Ліркея, розташоване на одній із двох доріг, що йдуть від Діруса, воріт Аргоса. Північна дорога веде до Ліркеї та Орнеї. Відстань від Аргоса до Ліркеї становила близько 60 стадіїв, така ж як і від Ліркеї до Орнеї, при цьому Ліркея перебувала між двома містами на дорозі, відомій як Клімакс. Гомер у каталозі кораблів, що становить значну частину другої книги «Іліади», не згадав про місто Ліркея, бо на час грецького походу проти Трої воно вже було занедбаним. Раніше це місто називалося Лінкеєю на честь Лінкея, одного з 50 синів Єгипту. Лінкей опинився там після своєї втечі з міста Аргоса, коли всі його брати були вбиті дочками Даная в першу шлюбну ніч. Він повідомив про своє благополучне прибуття своїй вірній дружині Гіпермнестрі, піднявши смолоскип, а вона в такий самий спосіб повідомила йому про свою безпеку, піднявши смолоскип із Лариси, фортеці Аргоса. Лірк був незаконнонародженим сином Абанта, сина Лінкея і Гіпермнестри. Його вигнали з Аргоса і він отримав у володіння Лінкею, яку було перейменовано на Ліркею. Пізніше місто перетворилося на руїни, і від нього не залишилося нічого, крім статуї Лірка, зведеної на колону.